# Angra de Cintra
Angra de Cintra és el nom portuguès i castellà d'una badia del sud del Sàhara Occidental, uns quilòmetres al sud de Dakhla, on fou signat el 2 d'abril de 1958 un tractat entre Marroc i Espanya pel qual el Cabo Juby era retornat al Marroc.
El 1885 el comissionat reial espanyol a la regió, Emilio Bonelli, va fundar en aquest lloc un establiment que es va dir Puerto Badia però fou abandonat poc després pels atacs dels amazics de la regió.